# San Julián (Jalisco)
San Julián es una localidad del estado mexicano de Jalisco. Es cabecera del municipio de San Julián.

## Demografía
| Gráfica de evolución demográfica |
|                                  |

| Censo | Población |
| ----- | --------- |
| 1900  | 1 468     |
| 1910  | 1 751     |
| 1921  | 1 830     |
| 1930  | 1 583     |
| 1940  | 1 806     |
| 1950  | 2 319     |
| 1960  | 3 690     |
| 1970  | 5 077     |
| 1980  | 7 271     |
| 1990  | 10 244    |
| 2000  | 12 117    |
| 2010  | 12 949    |
| 2020  | 14 520    |